# Mount Pleasant (Utah)
Mount Pleasant is een plaats (city) in de Amerikaanse staat Utah, en valt bestuurlijk gezien onder Sanpete County.

## Demografie
Bij de volkstelling in 2000 werd het aantal inwoners vastgesteld op 2707.
In 2006 is het aantal inwoners door het United States Census Bureau geschat op 2698, een daling van 9 (-0,3%).

## Geografie
Volgens het United States Census Bureau beslaat de plaats een oppervlakte van
7,3 km², geheel bestaande uit land. Mount Pleasant ligt op ongeveer 1806 m boven zeeniveau.

## Plaatsen in de nabije omgeving
De onderstaande figuur toont nabijgelegen plaatsen in een straal van 20 km rond Mount Pleasant.